# Alimmainen (sjö i Pertunmaa, Södra Savolax)
Alimmainen är en sjö i kommunen Pertunmaa i landskapet Södra Savolax i Finland. Sjön ligger 105,9 meter över havet. Den är 6 meter djup. Arean är 53 hektar och strandlinjen är 3,79 kilometer lång. Sjön  ingår i Kymmene älvs huvudavrinningsområde.   Den ligger omkring 42 kilometer väster om S:t Michel och omkring 170 kilometer nordöst om Helsingfors. 
Alimmainen ligger öster om Keskinen. 